# نادي إنفيلد
نادي إنفيلد لكرة القدم (بالإنجليزية: Enfield (1893) Football Club)‏ نادي كرة قدم إنجليزي يلعب في دوري الدرجة التاسعة . تم تأسيس النادي في سنة 2007 .